# Maestro della Croce di Gubbio
Il Maestro della Croce di Gubbio (fl. XIII-XIV secolo) è stato un pittore umbro attivo tra il 1285 e il 1320 circa.

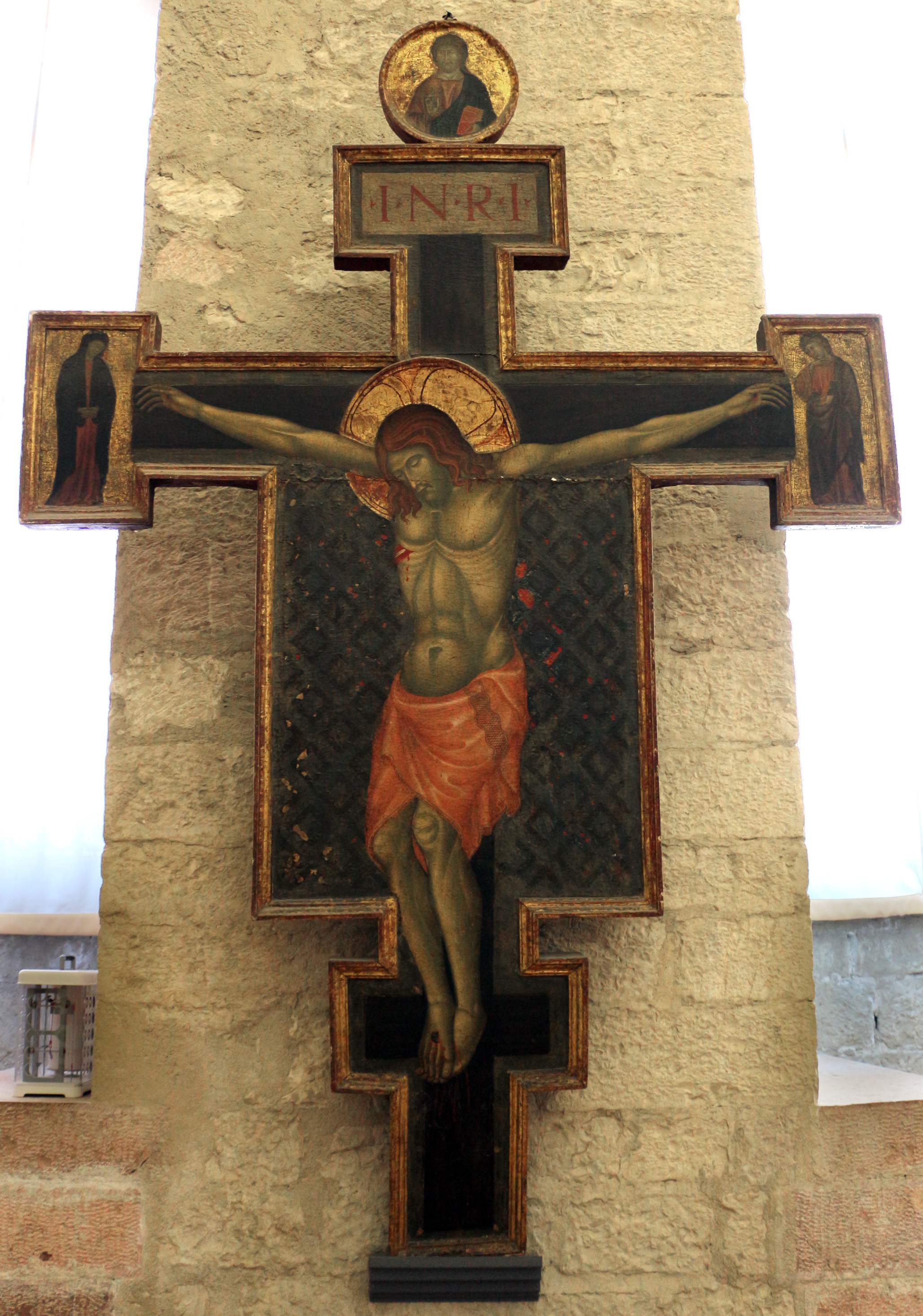
Maestro della croce di gubbio, 1290-1310 circa 01.JPG

Sembra avere familiarità con gli artisti che lavorano nella Basilica di San Francesco ad Assisi e alcune delle sue opere assomigliano a quelle di Giunta Pisano.